# Joãozinho de Goméia

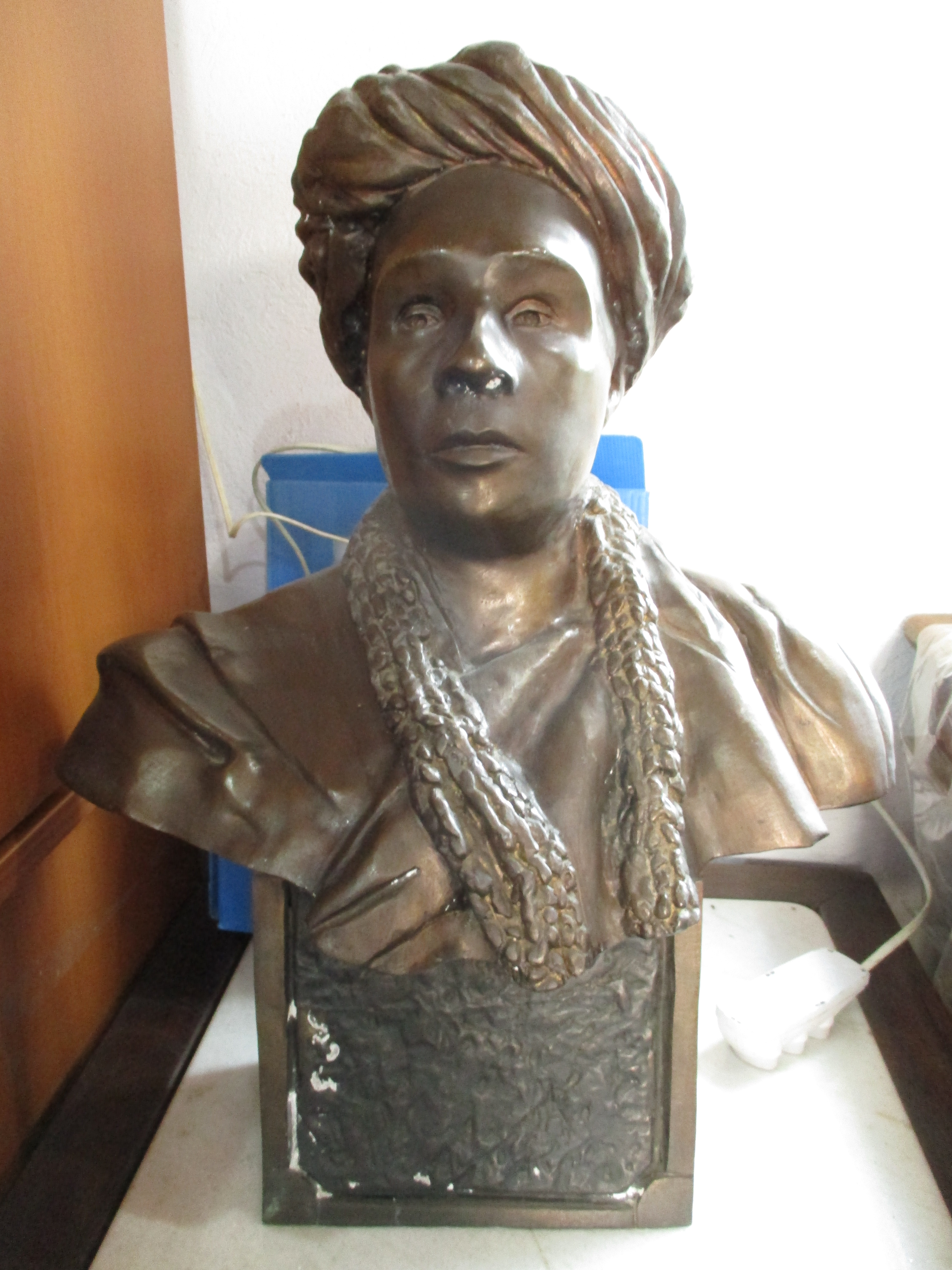
Esta escultura fue realizada por el artista Oséias Casanova, se localiza en el Museo Vivo de São Bento, Duque de Caxias, Río de Janeiro en Brasil.

João Alves de Torres Filho, Joãozinho da Goméia, João da Pedra Preta, Tata Londirá o simplemente Pai João nació en Inhambupe, el 27 de marzo de 1914 y falleció en São Paulo el 19 de marzo de 1971. Fue el más famoso babalaô o pai de santo brasileño perteneciente al Candomblé de Angola. El brillo y la fama eran indisociables de su imagen, además de que ha sido considerado revolucionario por ser abiertamente homosexual en un Brasil profundamente conservador. Aparecía constantemente en los medios impresos, estaba muy presente en la radio, participó en al menos dos producciones cinematográficas, también era bailarín, costurero, sastre y coreógrafo.

### Historia de Vida
Su gran fama y popularidad llenan su vida de muchas historias. Fue nieto de africanos esclavizados, posteriormente libertos, e hijo de un sastre llamado João Alves de Torres y de doña María Vitorina Torres, conocida como Vó Senhora. Su familia era muy católica, e incluso llegó a ser acólito en la parroquia del Divino Espíritu Santo en su ciudad natal. Su infancia en Inhambupe fue como la de muchos otros mulatos y negros nordestinos rurales.  

#### Salvador de Bahía
A los 14 años comenzó a ser atormentado por sueños y visiones extrasensoriales por lo que huyó de su casa. Aunque volvió gracias a su padre, entró en su juicio la idea de irse así que antes de cumplir 15 años se fue a vivir a la ciudad de Salvador de Bahía. Ahí comenzó a trabajar en el mercado local y, después de un tiempo de seguir teniendo aquellos sueños que lo aterrorizaban, así como dolores de cabeza muy fuertes; entendió que se trataba de una enfermedad que no se curaría con medicina convencional. 
Por ello, su abuela lo llevó a la casa de santo de don Severiano Manoel de Abreu, mucho más reconocido como Jubiabá, donde a través de una lectura de caracoles los orixás reclamaron su cabeza para la religión y el joven fue iniciado en el Candomblé. Ahí, estableció su vínculo espiritual con el caboclo da Pedra Preta, espíritu que se manifestaba en sus consultas y le permitía ayudar a muchas personas que buscaban ayuda espiritual o cura para enfermedades.

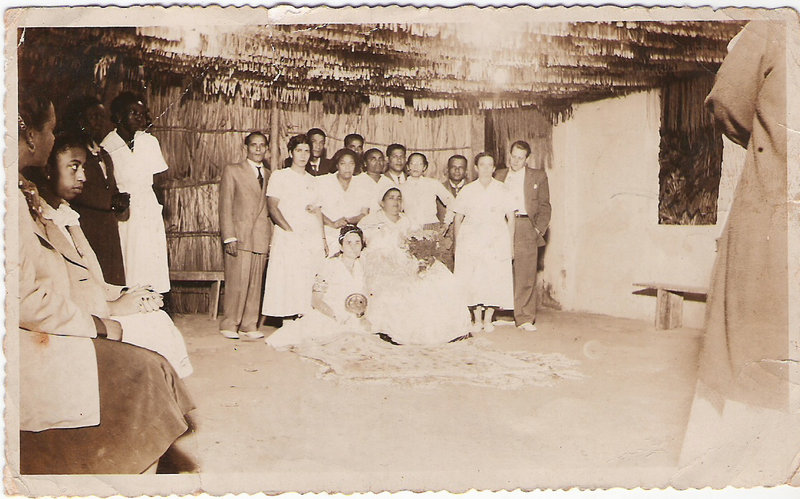
Kilondira. Terreiro da Gomeia en Salvador

En poco tiempo se hizo famoso en la antigua capital de Brasil. Fundó  su propio terreiro de Candomblé Bantú o lugar de culto, en un terreno llamado "Goméia", en el barrio de San Cayetano. De ahí adquirió el nombre que lo hizo famoso y que, de hecho, algunos autores asocian con el antiguo Reino de Dahomey, en el África Occidental. Comenzó a ganar aún más popularidad gracias al etnógrafo comunista Edison Carneiro, el fotógrafo y antropólogo francés Pierre Verger, la antropóloga norteamericana Ruth Landes y el escritor comunista Jorge Amado, intelectuales que buscaban en el Candomblé de seu João la tradición Congo, Angola o Bantú, una de las varias "raíces étnicas" de las religiones afrobrasileñas. Esto es importante porque los candomblés de Angola eran poco comunes y no eran tan bien vistos en un Salvador de Bahía dominado religiosa y demográficamente por los descendientes del pueblo yorubá.
Jorge Amado, de hecho, lo conoció y escribió sobre él en su libro Bahía de todos los santos. Dice que: "Joãozinho es un mulato joven, de ojos lánguidos, cuerpo flexible de bailarín, agilísimo. Su voz es suave". Ruth Landes afirmó que pertenecía a un grupo de hombres homosexuales que, además de travestirse, no ocultaban su afeminamiento, frecuentaban los "bajos mundos" de Salvador y dentro del Candomblé Angola su orientación sexual, identidad de género y rol sexual como "pasivos" les permitía asumir funciones religiosas exclusivas de las mujeres. Además de esto, comenzó a cuestionarse la legitimidad de su iniciación, fue el motivo por el cual seu João tuvo qué afrontar la oposición de las matriarcas de los candomblés yorubá, jeje, nagô, efon. Por esto decidió trasladarse a la nueva y creciente capital de Brasil: Río de Janeiro.

#### Río de Janeiro
Gracias a algunas conocidas que tenía en Río, seu João compró un terreno en la ciudad de Duque de Caxias. A mediados de la década de 1940 se mudó definitivamente, estableciendo un nuevo espacio de culto por el cual se le conoce internacionalmente. Esto fue fundamental para la dispersión del Candomblé de Angola hacia todo el sur del país e incluso Uruguay, Paraguay y Argentina. 

Joãozinho da Gomeia (1955)

Al contrario de lo que podría parecer, dicho deslocamiento migratorio del babalaô formó parte de su proyecto de ascensión social. Este estaba centrado en las fiestas religiosas en las que el pai de santo negociaba su estatus, poder y prestigio con jefes de la policía, delegados, militares de alto rango, políticos influyentes, artistas, gente importante de la esfera pública carioca, líderes religiosos afrobrasileños y del catolicismo, etcétera. Así, prácticamente desde su llegada a la zona conurbada de Río de Janeiro, el líder religioso construyó un imperio religioso llamado La Goméia, que obtuvo gran visibilidad en la prensa y, por ende, consolidándolo como el miembro más importante de la realeza afro; es decir, como el Rey del Candomblé. Además de esto el pai de santo adoraba participar en el Carnaval, hacer presentaciones de danza folklórica en distintos lugares como teatros y bares por lo que esto también lo llevaba a aparecer constantemente en la prensa. 
Como parte de esta vida "secular" del pai de santo, se pueden contar varios escándalos. El más notorio fue en 1956 cuando la prensa lo "descubrió" travestido como una famosa vedette de la época llamada Arlette. Dado que este hecho "destapó" su homosexualidad, el título de "Rey del Candomblé" fue cuestionado, lo llevaron a juicio en el Tribunal de Umbanda, y comenzó a sufrir ataques mordaces por parte de la prensa local y de líderes hipermasculinizados como Tenório Cavalcanti, más conocido como el "Diputado pistolero". Cuando fue cuestionado sobre este hecho en la revista O Cruzeiro, dijo que no había faltado el respeto a sus "guías", pues sólo se estaba divirtiendo en el Carnaval y no realizó ningún acto irrespetuoso dentro de su Casa de Santo. Ese mismo año su terreiro fue filmado para la película "Mujeres de Fuego", protagonizada por la rumbera cubana-mexicana Ninón Sevilla. Algunos años antes de su muerte participó en la película Copacabana Mon Amour, de Rogério Sganzerla (1970).
Su fama continuó creciendo, pero su poder comenzaría a decaer con el recrudecimiento de la Guerra Fría y la instauración de la dictadura militar brasileña.

#### Muerte de Pai João y abandono del terreiro da Goméia
El viernes 19 de marzo de 1971, el babalaô fue llevado al Hospital de las Clínicas en São Paulo, para realizarle una cirugía que le extraería un tumor maligno localizado en su cerebro. Ese mismo día, en su terreiro se estaba llevando a cabo el Lorogun, una gran ceremonia del Candomblé que significa el cierre del lugar de culto debido a la Cuaresma. Lamentablemente, el pai de santo no resistió la cirugía y falleció ese mismo día.
Su cuerpo fue llevado en carro por un cortejo de decenas de vehículos hasta su lugar de culto en Duque de Caxias. El cuerpo quedó expuesto en su casa de santo durante 26 horas, dentro de un féretro dorado, para recibir el último adiós. En el traslado del cuerpo a su última morada, una multitud de alrededor de 5 mil personas se adueñó de las calles de los barrios Copacabana, Jacatirão y Corte Oito quienes, al llegar al cementerio, presenciaron cómo un cielo despejado se nubló de pronto y un rayo cortó el espacio desatando una lluvia torrencial que empapó a la multitud que, con los brazos al aire, gritaban: "¡Epa Hey, Iansã!" Es decir, saludando a la "diosa" Iansã o Matamba, protectora del fallecido pai de santo quien se manifestó durante el entierro. Después de su muerte, la casa de santo quedó cerrada durante un año sin actividades en señal de luto.
Cuando hubo transcurrido este tiempo, llegó la hora de reabrirla y consultar a los santos para consultar el oráculo Ifá y conocer quién sería el heredero espiritual del sacerdote. Las noticias refirieron que los orixás eligieron a una niña que, para la fecha, contaba con siete años y había nacido en ese mismo lugar de culto, con seu João como partero. Esto desató una lucha de poder entre dos grupos que disputaban el vacío de poder dejado por el babalorixá. Al final, el gobierno intervino e impidió que la niña asumiera un cargo para el cual no estaba preparada, por lo cual la herencia espiritual quedó en manos de uno de los hijos de santo del babalaô quien tomó todas las cosas, cerró el local y replantó el axé en la ciudad de São Paulo, donde hasta la fecha opera y se encuentra un gran grupo de la familia espiritual del sacerdote. Así, el terreiro da Goméia fue quedando en el abandono paulatinamente. 

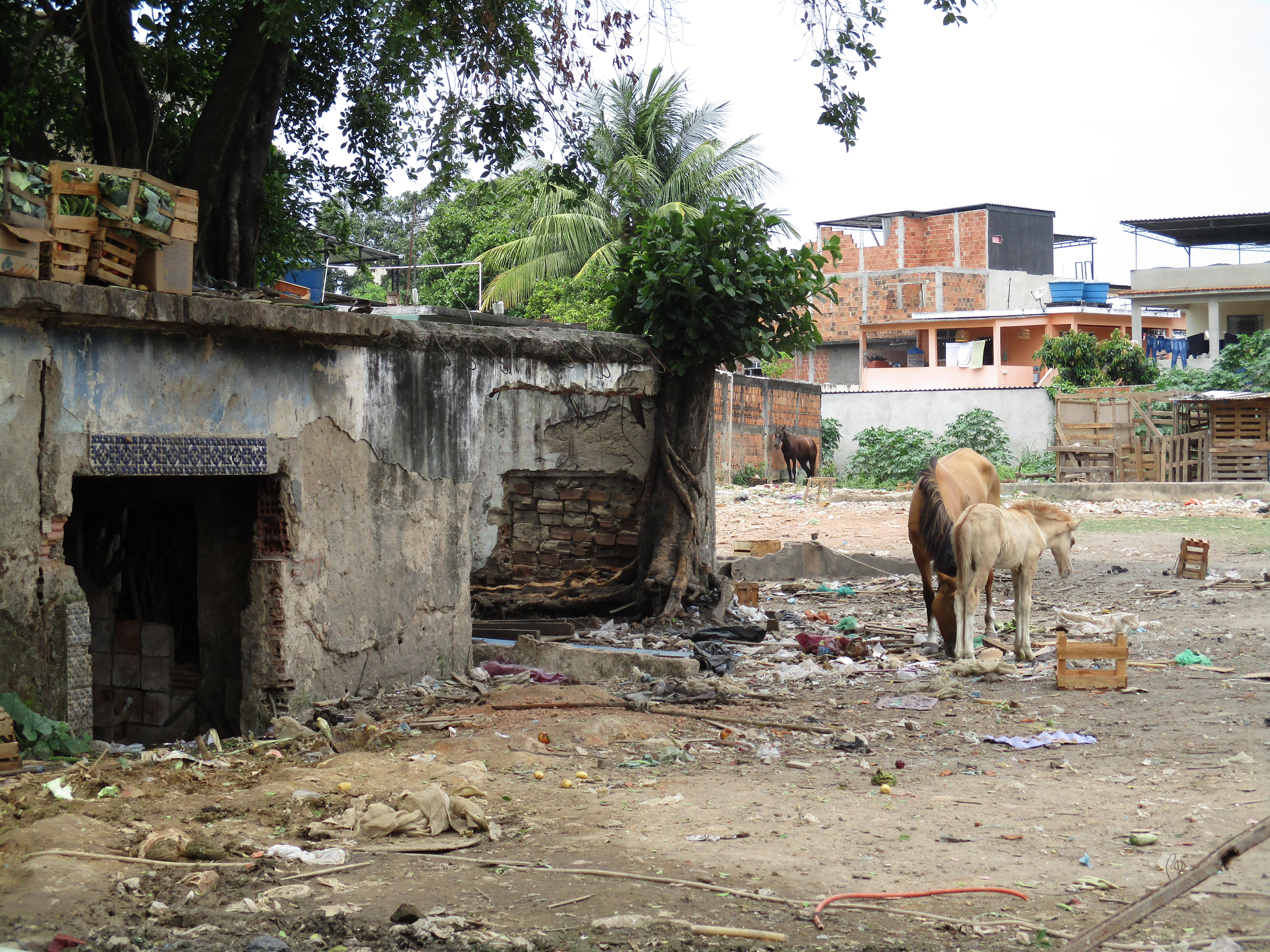
La foto muestra una parte de la casa donde vivió Joao da Goméia y también una parte del terreno actualmente abandonado donde se localizó su terreiro de Candomblé Angola.

### Legado y Memoria
La lucha de poder surgida después de la muerte del pai de santo terminó cuando las actividades del terreiro fueron cerradas en 1983. Cuatro años después, el vereador Luiz Brás de Luna comenzó con la desapropiación del terreno para la creación del Centro Cultural Afrobrasileiro Joãozinho da Goméia. Con la llegada del militar Hydekel de Freitas Limas, allegado a la Convención Evangélica de las Asambleas de Dios, el proyecto se detuvo y finalmente fue engavetado por Washington Reis de Oliveira, prefecto evangélico que actualmente gobierna Duque de Caxias. 
En el seminario "Cultura para todos", realizado en diciembre de 2003, la subsecretaria de cultura del municipio Silvia de Mendonça, conversó con el ministro de Cultura Gilberto Gil para la conclusión del Centro Cultural, sin embargo, debido a las elecciones del año siguiente el proyecto de nuevo fue detenido. A lo largo del tiempo, todo el patrimonio fueron siendo destruidos e incluso los árboles sagrados fueron quemados o cortados. A finales de la década de 2010, hubo un nuevo intento de construir el Centro Cultural para preservar la memoria del babalaô que, sin embargo, también resultó infructuoso.
El proceso de patrimonialización del terreno solamente comenzó a consolidarse hasta  el año 2012, cuando las excavaciones realizadas por el arqueólogo Rodrigo Pereira, investigador del Museu Nacional de Brasil, revelaron las estructuras básicas de la Casa de Santo, los lugares de culto y otra serie de hallazgos muy importantes para la historia del espacio. En los últimos dos años, nuevamente el sitio volvió a entrar en controversias cuando el prefecto Washington Reis anunció que construiría una guardería en el local sagrado y ocurrieron una serie de manifestaciones lideradas por mujeres del povo de santo que, por fin, consiguieron que el sitio fuera nombrado como patrimonio de los brasileños y adquiriera la protección tan solicitada desde los ochenta. El proceso de patrimonialización sigue, aunque ya con mayor cercanía al objetivo de convertirlo en un sitio de memoria.
Entre el legado del babalaô se encuentra el haber trabajado con la compañía de Danza Folklórica de la bailarina Mercedes Batista y haber grabado un LP con cantos tradicionales del Candomblé Angola. También fue homenajeado por músicos como Nei Lopes, Zeca Pagodinho, Baden Powell, Vinícius de Moraes y el grupo Raza Negra. En su honor fue creado en Salvador de Bahía el Centro de Referencia y Ciudadanía Homosexual Joãozinho da Goméia, para recoger denuncias de agresiones y discriminación cuya iniciativa partió del Grupo Gay da Bahia y de Marcecelus Bragg.